# NGC 5951
NGC 5951 (другие обозначения — UGC 9895, MCG 3-40-3, ZWG 107.3, IRAS15313+1510, PGC 55435) — спиральная галактика с перемычкой (SBc) в созвездии Змея.
Этот объект входит в число перечисленных в оригинальной редакции «Нового общего каталога».